# Teratogénesis

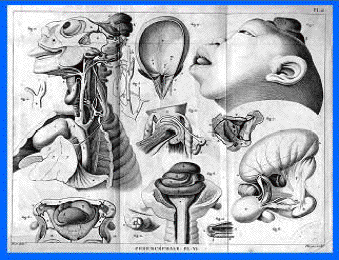
Podencéfalo. Dibujo de una teratología de Étienne Geoffroy Saint-Hilaire en su Philosophie Anatomique (1822), tomo II, plancha VI.

Teratogénesis proviene del griego «terato», que significa monstruo. Un agente teratogénico es una sustancia, agente físico u organismo capaz de causar un defecto congénito durante la gestación del feto.
Se define teratogenia o dismorfogénesis como una alteración funcional, bioquímica o morfológica que se detecta durante la gestación, nacimiento o posteriormente y que es inducida durante el embarazo. El agente teratógeno es toda sustancia química, agente físico, agente infeccioso o estado carencial que es capaz de producir una alteración morfológica o funcional en el periodo postnatal y que actúa durante el periodo embrionario o fetal.
Se calcula que la prevalencia de malformaciones congénitas es de un 6% en total, del cual el 3% no son reconocidas durante el periodo neonatal. Este 6% no incluye retraso en el crecimiento mental o físico o malformaciones congénitas menores como hidrocele, angioma, hernias y nevus, que no tienen significación médica. Entre un 44,2 y un 99,5% de las mujeres embarazadas toman algún medicamento durante la gestación. El número medio de fármacos durante el embarazo varía entre 2,6 y 13,6.

## Etiología
Existen diferentes agentes teratogénicos. Dentro de la clase más grande de estos están las drogas y los químicos. Sin embargo los virus, las radiaciones, la hipertermia (aumento patológico de la temperatura del cuerpo) y las alteraciones metabólicas en la madre también pueden actuar como agentes teratogénicos. Algunos químicos que se encuentran naturalmente en el ambiente pueden causar efectos congénitos, por ejemplo se han encontrado agentes teratogénicos en las Montañas Rocosas, como el repollo de la mofeta, Veratrum californicum, del que a veces se alimenta la oveja; si es consumida por una oveja preñada sus fetos tienden a desarrollar graves alteraciones neurológicas, incluyendo ciclopía.

### Farmacológicos
Los efectos teratogénicos de los medicamentos dan como resultado defectos estructurales en el feto. La quinina y el licor, otras dos sustancias derivadas de las plantas, también pueden causar disrupciones del desarrollo. La quinina ingerida por una madre embarazada puede causar sordera y el alcohol puede provocar retardo físico y mental en el feto; no se ha comprobado que la nicotina o la cafeína causen anomalías congénitas, pero las mujeres fumadoras (20 o más cigarrillos) tienen probabilidades de tener niños que son más pequeños que los nacidos por las mujeres que no fuman. Fumar en mayor cantidad de 4 cigarrillos diarios también influye negativamente en la cantidad, calidad y movilidad (viabilidad) de los espermatozoides del semen.

## Patogenia
Las consecuencias de las mutaciones en las células somáticas (del cuerpo) siempre ocurren en el individuo y no se transmiten a la siguiente generación; las mutaciones somáticas pueden estar relacionadas con enfermedades y con el cáncer, proceso denominado Carcinogénesis. Si una mutación ocurre a nivel de las células germinales, esta se fijará y transmitirá a la siguiente generación, proceso denominado Mutagenesis; el efecto de la mutación a nivel germinal puede estar relacionado con la esterilidad del individuo. Por otro lado, durante el desarrollo embrionario pueden ocurrir mutaciones en el embrión en gestación denominado Teratogénesis.
- Mutágenos Químicos: son compuestos químicos capaces de inducir mutaciones en el ADN. Cuatro son los tipos fundamentales de mutágenos químicos que pueden alterar el apareamiento de bases sustituyendo a las purinas o las pirimidinas durante la replicación del ADN y por ende, producir mutaciones puntuales.
- Mutágenos Físicos: las radiaciones de longitud corta como los rayos X, los rayos cósmicos y las partículas y radiaciones que emiten los elementos radioactivos como los rayos gamma, las partículas alfa y beta, o de longitud larga como la radiación ultravioleta puede inducir mutaciones en el ADN. La energía de las radiaciones es inversamente proporcional a la longitud de onda.

Además cada año ingresan al uso general en nuestra sociedad industrial cientos de nuevos componentes artificiales. Los de los pesticidas y el mercurio orgánico han causado anomalías neurológicas y del comportamiento en los niños cuyas madres han ingerido estos compuestos durante el embarazo. También las drogas que son utilizadas para controlar enfermedades en adultos pueden tener efectos perjudiciales sobre los fetos; por ejemplo, del ácido valproico, una droga anticonvulsionante (utilizada para controlar la epilepsia) se sabe que es teratogénico en seres humanos debido a que puede causar defectos espinales importantes a menores.

## Susceptibilidad a teratogenia
La susceptibilidad a la teratogenia depende de cinco factores.

### Farmacocinética y metabolismo en el embarazo
La manera en la que los fármacos se absorben en el embarazo y la magnitud en la que estos se absorben van a determinar el grado de impacto en el desarrollo fetal. 
Los compartimentos maternos del embrión y la placenta difieren y sufren cambios durante el transcurso del embarazo.  Los cambios en la fisiología materna incluyen cambios en el metabolismo hepático, tracto gastrointestinal,  sistema cardiovascular, sistema excretor y sistema respiratorio. Estos cambios son necesarios para apoyar las necesidades del feto en cuanto a los requerimientos de energía y eliminación y afectan a la absorción, distribución, metabolismo y eliminación de metabolitos.

Tiene transporte bidireccional y se produce por difusión pasiva. La cantidad de sustancia que atraviesa la placenta depende de la especie, las propiedades de la sustancia y del metabolismo de la placenta.
Dicha cantidad de sustancia que atraviesa es proporcional a la constante de difusión del fármaco, al gradiente de concentración entre la madre y embrión y al área de intercambio e inversamente proporcional al espesor de la placenta.

### Etapa del desarrollo
Este punto tiene gran importancia a la hora de estudiar la teratogenia.
El embarazo se divide en cuatro periodos en función de la susceptibilidad:
- Periodo de preimplantación: en este periodo hay un incremento en el número de células ya que hay una gran rapidez en la división celular con poco crecimiento del tamaño. La toxicidad durante este periodo va a producir poco o ningún efecto en el desarrollo, o bien causa la muerte del embrión. Solo causarían daño teratogénico si son compuestos que afectan a la síntesis de ADN o al ensamblaje de los microtúbulos durante la mitosis, ya que este periodo se caracteriza por una rapidez en la división celular.
- Periodo de gastrulación: es el periodo en el que se forma el ectodermo, el mesodermo y el endodermo. Es un periodo bastante susceptible a teratogénesis y precede al periodo de máxima susceptibilidad, el periodo de organogénesis.
- Periodo de organogénesis o embriogénesis : es el periodo de mayor susceptibilidad a teratogénesis y se desarrolla desde la semana 3 a la semana 8 de gestación en los humanos. El embrión sufre cambios rápidos y dramáticos que requieren proliferación celular, migración celular, interacciones entre las células y remodelado tisular. A lo largo de la embriogénesis hay periodos de máxima susceptibilidad para determinados tejidos que coincidirá con el periodo en que dichos tejidos se desarrollen.
- Periodo fetal : dicho periodo comienza en los días 56-58 antes del nacimiento. En dicho periodo hay diferenciación, crecimiento y maduración tisular. No se han desarrollado por completo los órganos pero todos estarán presentes y reconocibles. La exposición durante este periodo dará efectos en el crecimiento y la maduración funcional del sistema nervioso central, déficitis motores o descenso en la fertilidad que se observan más tarde a lo largo de la vida postnatal.

### Modelos dosis respuesta y umbral de sustancia
El umbral es aquella dosis materna por debajo de la cual no va a haber respuesta teratógena. Es difícil establecer una relación dosis respuesta ya que hay varios factores que la condicionan: la dosis que llega al feto, tipo de agente y el tiempo de exposición.

### Mecanismos de desarrollo de teratogénesis
Los mecanismos de teratogénesis incluyen mutaciones, aberraciones cromosómicas, alteraciones en la mitosis, alteraciones en la integridad y la función de los ácidos nucleicos entre otros.

### Predisposición genética
Hay ciertos factores en la madre que pueden afectar al desarrollo fetal como enfermedades (hipertensión, diabetes mellitus no controlada, infecciones con citomegalovirus), aspectos nutricionales (deficiencias de vitaminas, de elementos esenciales o de cofactores enzimáticos), estrés y toxicidad de la placenta.  La placenta produce hormonas para el mantenimiento del embarazo y puede metabolizar o almacenar xenobióticos. 

## Manifestaciones de la teratogenicidad[3][4]
Existen cuatro manifestaciones que alteran el desarrollo: alteraciones morfológicas, retraso en el crecimiento, alteraciones funcionales y muerte embrionaria.  
- Alteraciones morfológicas: Se produce un aumento de la frecuencia de malformaciones producidas de forma espontánea, o la inducción de malformaciones no espontáneas. Existen teratógenos biológicos del tipo de virus, bacterias y protozoos que producen este tipo de malformaciones.

- Retraso en el crecimiento: Es una manifestación muy típica, y sirve para poder evaluar la potencia del teratógeno. Los teratógenos actúan interfiriendo en el crecimiento celular embrionario y fetal, así como en la proliferación, migración y diferenciación celular. En la mayoría de los casos no existe tratamiento.
- Alteraciones funcionales: Se produce una alteración en la capacidad de aprendizaje, de la habilidad motora, de las emociones, incluso del comportamiento. Las alteraciones en el comportamiento pueden ser debidas a la exposición de ciertas sustancias químicas en ciertos periodos de la fase fetal. También pueden ser debidas a la exposición frente a virus, bacterias y protozoos durante el embarazo.
- Muerte embrionaria: En animales de experimentación, cuando la teratogenicidad se produce en los primeros días de la gestación, el embrión muere y es reabsorbido. Sin embargo, en los humanos se produce un aborto espontáneo y se expulsa el embrión por el útero. Si ocurre en una etapa más avanzada en ambos casos hay un feto muerto, ya que no puede ser reabsorbido. Puede ser provocada por acción directa del compuesto, o por los efectos producidos en la madre.

La gravedad de las alteraciones es mayor según se va incrementando la dosis de las sustancias teratogénicas.
Algunas alteraciones ocurren a niveles por debajo de los cuales sería teratogénicos, mientras que otras alteraciones se producen a dosis más elevadas.

## Ensayos de teratogenia
Se disponen de tres tipos diferentes de metodologías: ensayos con animales, métodos in vitro, y estudios epidemiológicos. 
Ensayos con animales
Comprenden las siguientes 3 etapas que permiten evaluar la teratogénesis:
- Segmento I: Test de fertilidad y reproducción: Se debe realizar en al menos 1 especie animal y en ambos sexos. El número de animales sugerido, es 24 por sexo y nivel de dosis. La edad de los machos ha de ser alrededor de 40 días. La vía de administración es la prevista para el hombre y los niveles de dosis han de ser tres (siendo la máxima la maternotóxica). Durante el ensayo se lleva a cabo el sacrificio de la mitad de las hembras durante la gestación. Permite evaluar los siguientes aspectos de la teratogénesis : la capacidad reproductiva de hembras y machos (desarrollo de los gametos, fertilidad, viabilidad pre y post-implantación), los efectos sobre la progenie, el n.º de cuerpos lúteos, implantaciones, reabsorciones, peso y sexo.

- Segmento II: Test de teratogenicidad: Se debe realizar en al menos 2 especies de mamíferos, de las cuales una ha de ser no roedora, y únicamente en hembras. El número de animales en el caso de roedores es 20 por grupo, y en el caso de no roedores es 12 por grupo (excepto en primates). La vía de administración será también la prevista para el hombre y los niveles de dosis tres (siendo la máxima la maternotóxica). El periodo de administración del compuesto a evaluar será durante la embriogénesis. Evalúa los siguientes aspectos de la teratogénesis: el n.º de cuerpos lúteos, implantaciones, reabsorciones; la viabilidad y morfología del feto inmediatamente antes del nacimiento, n.º, sexo y peso de los mismos.

- Segmento III: Toxicidad peri y posnatal: Se debe realizar en al menos 1 especie, y en hembras preñadas. El número de animales es 12 por grupo (excepto en primates). La vía de administración y los niveles de dosis coinciden con los segmentos anteriores. El periodo de administración comprende desde la organogénesis hasta el destete. Evalúa los siguientes aspectos de la teratogénesis: supervivencia posnatal, morfología externa, crecimiento, efectos sobre el comportamiento, trastornos visuales y auditivos.

Los datos obtenidos en los estudios realizados con animales sirven para clasificar el compuesto como teratógeno o no y para obtener una dosis NOAEL (dosis más alta que no produce incremento significativo en los efectos adversos en la descendencia).
Métodos in vitro
Debido a la imposibilidad de evaluar de forma completa los miles de compuestos que aparecen a diario, se emplean ensayos in vitro o “screening”, que emplean órganos o embriones, células, o incluso algunas especies de subvertebrados.
Se distinguen:
- Estudios con órganos o embriones: Abarcan el mayor rango de eventos que tienen lugar durante el desarrollo, y son muy válidos para el estudio de la teratogénesis. Sin embargo resultan complicados, caros, y emplean un número elevado de animales.

- Cultivos celulares: No son los más adecuados para evaluar teratogenicidad.
- Especies de subvertebrados: Son rápidos y baratos. Destacan los ensayos con Hydra attenuata, un pólipo de agua dulce. Permite la estimación del riesgo teratogénico con una exactitud superior al 90%.

De todos los modelos in vitro descritos, ninguno permite reproducir el intercambio dinámico entre el embrión y la madre. Sin embargo, pueden ser muy útiles para seleccionar el rango apropiado de dosis para ensayos posteriores.
Estudios epidemiológicos
Desde el punto de vista de la salud pública, se necesitan los datos sobre la salud humana que estos ensayos nos aportan. Se emplean para evaluar el riesgo que conlleva la exposición a determinados compuestos a padecer efectos tóxicos sobre el desarrollo del feto. De esta manera, se puede establecer una asociación estadística entre la exposición al compuesto por la madre embarazada o por el padre, y las consecuencias sobre el hijo nacido.
En los casos en los que existe un riesgo elevado (talidomida), no se necesita la realización de estudios epidemiológicos para identificar la causa de la teratogenia. Sin embargo para otros compuestos químicos, es necesario buscar la asociación causa-efecto mediante estudios “de casos y controles” o de “cohortes”.
Por tanto, se distinguen dos tipos de estudios epidemiológicos (“de casos y controles” y “de cohortes”), ambos requieren muestras muy numerosas (para poder detectar un riesgo más elevado en la población expuesta que en la no expuesta) y suponen un alto porcentaje de embarazos malogrados.

## Xenobióticos teratogénicos[6]
Entre los xenobióticos teratogénicos se encuentran la talidomida (reducción del número de miembros); el dietilestilbestrol; la cocaína (alteraciones en el SNC); los retinoides; los anticoagulantes dicumarínicos (hiperplasia nasal y posible retraso mental); antibióticos (sordera): estreptomicina, kanamicina y tetraciclinas (además de la sordera coloración del esmalte dentario); anticonvulsionantes como el ácido valproico, la carbamazepina, la difenilhidantoina, el fenobarbital, la parametadiona y la trimetadiona; antineoplásicos (malformaciones en gran parte de los aparatos o sistemas) como la aminopterina, la ciclofosfamida o el metotrexato; la cloroquina (sordera, defectos oculares y pollidactilia); la quinina (hidrocefalia, alteraciones faciales y vertebrales); el carbonato de litio (defectos de cierre del tubo neural y una cardiopatía congénita); el etanol (muerte del embrión/feto, parto prematuro); antieméticos (cardiopatías congénitas) como la meclizina; antitiroideos (lesión neurológica e hipotiroidismo) como el propiltiouracilo… 

## Clasificación de sustancias teratógenas según la FDA
No es la única clasificación pero es la más utilizada en nuestro país, se va renovando periódicamente. Se clasifica en cinco grupos:
A: Estudios controlados realizados con el fármaco no han demostrado un riesgo para el feto durante el primer trimestre y no existe evidencia de riesgo en trimestres posteriores, por lo que la probabilidad de teratogénesis parece remota.
B: Se distinguen 2 supuestos:
- Estudios en animales no han mostrado riesgo teratogénico aunque no se dispone de estudios controlados en embarazadas.
- Estudios en animales han mostrado un efecto teratógeno no confirmado por estudios en embarazadas durante el primer trimestre de gestación y no existe evidencia de riesgo en trimestres posteriores.

C: Se asigna a aquellos fármacos para los que se considera que solamente han de administrarse si el beneficio esperado justifica el riesgo potencial para el feto. Existen 2 posibilidades:
- Existen estudios en animales que revelan efectos teratógenos sobre el feto y no existen estudios en mujeres.
- No existen estudios ni en animales ni en mujeres.

D: Aquellos fármacos para los que hay una clara evidencia de riesgo teratogénico, aunque los beneficios pueden hacerlos aceptables a pesar del riesgo que comporta su uso durante el embarazo. Un ejemplo sería el de un medicamento que fuera necesario para tratar una enfermedad grave o una situación límite y no existan alternativas más seguras.
X: Los medicamentos pertenecientes a esta categoría están contraindicados en mujeres que están o pueden quedar embarazadas. Estudios realizados en animales o en humanos han mostrado la aparición de anormalidades fetales o existen evidencias de riesgo teratogénico basado en la experiencia humana. El riesgo que supone la utilización de estos fármacos en embarazadas supera claramente el posible beneficio.